# Вая
Озеро Вая (болг. езеро Вая), також озеро Бургас, Бургаське озеро (болг. Бургаско езеро) — лиман розташований на західному узбережжі Чорного моря біля міста Бургас, є найбільшим природним озером Болгарії. Його площа 27,60-28,99 км², довжина 9,6 км і ширина від 2,5 до 5 км. Довжина сягає 13 м.
Води озера мають мінералізацію біля 4-11‰. Його фауна становить 23 види риб, 60 видів безхребетних і 254 видів птахів.

## Історія

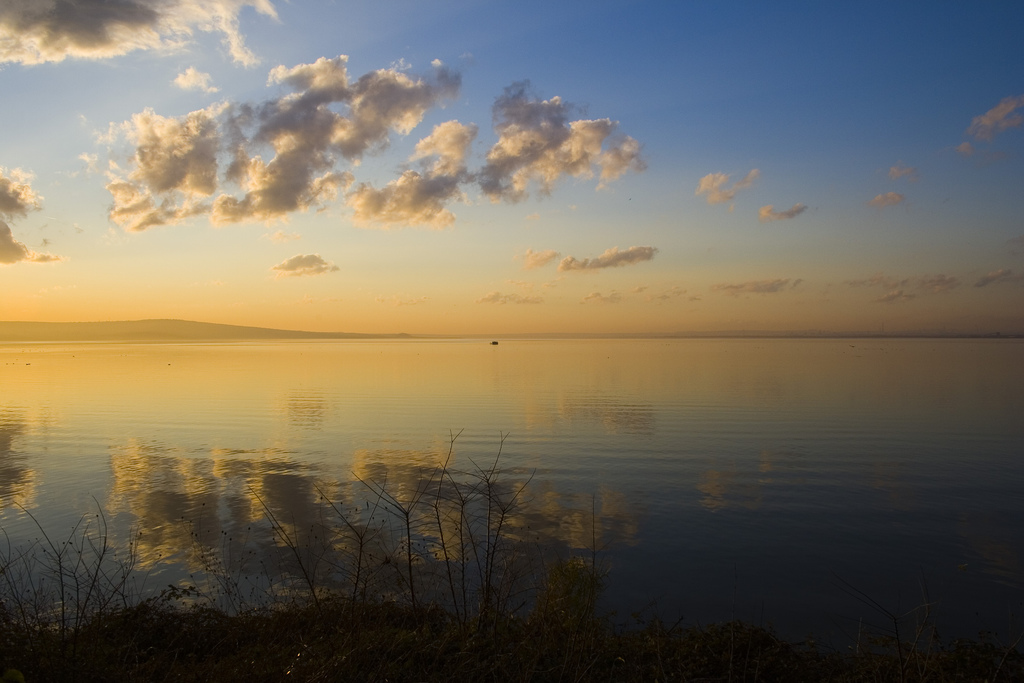
Сучасний вид лиману

Озеро Вая утворилося наприкінці пліоцену як морський лиману завдяки підвищення рівня моря у післяльодовиковий період, що призвело до затоплення гирл річок і формування затоки. З відступом рівня моря наприкінці середньовіччя більшу частину західної частини Бургаської затоки замулили річкові відкладення, винесені кількома малими річками. Сформовані болотисті місцевості були відомі як Ваякойське і Язеклійське болота, які під час східних вітрів з моря робилися непрохідними.
Лафіт-Клаве, який відвідав регіон в 1784 році, визначає Бургас як найбільше місто на узбережжі затоки, і вперше встановлює назву затоки — Бургаська, із зауваженням, що раніше це місто було відоме як Порос. Лиман на захід від міста він також назвав Бургаське озеро, і природну потоку, що поєднувала лиман із в Чорним морем — як річка Бургаська.
Заповнення боліт розпочали в 1921 році, з метою звільнення місця для розвитку міста Бургас і регіону цілком. Болота були перетворені на озера, що заповненні водами річок, які поповнювали болота, берега укріплені. Розбудова каналу до Язеклійського болота триває до 1928 року. У другій половині 1940-х і в 1980-х роках відбувається зміцнення берегів озера і розбудова сучасних мікрорайонів міста Бургас.
Сьогодні, солоність води становить близько 4-11%, і має значні річні та сезонні коливання. Озеро пов'язано з морем каналом із шлюзом. Гідрологічний режим водойми підтримується завдяки прісних вод з озера Мандри. У західній частині до лиману впадають річки Айтоська, Съндердере і Чукарська. У цій частині лиману організована природоохоронна територія під назвою «Вая», яка в даний час охоплює 12% площі озера. У 2003 році озеро Бургас був оголошений водно-болотними угіддями міжнародного значення в рамках Рамсарської конвенції у складі природоохоронної території Бургаські озера.